# Liste der Baudenkmale in Göritz
In der Liste der Baudenkmale in Göritz sind alle Baudenkmale der brandenburgischen Gemeinde Göritz und ihrer Ortsteile aufgelistet. Grundlage ist die Veröffentlichung der Landesdenkmalliste mit dem Stand vom 31. Dezember 2020.

## Baudenkmale in den Ortsteilen
In den Spalten befinden sich folgende Informationen:
- ID-Nr.: Die Nummer wird vom Brandenburgischen Landesamt für Denkmalpflege vergeben. Ein Link hinter der Nummer führt zum Eintrag über das Denkmal in der Denkmaldatenbank. In dieser Spalte kann sich zusätzlich das Wort Wikidata befinden, der entsprechende Link führt zu Angaben zu diesem Denkmal bei Wikidata.
- Lage: die Adresse des Denkmales und die geographischen Koordinaten. Link zu einem Kartenansichtstool, um Koordinaten zu setzen. In der Kartenansicht sind Denkmale ohne Koordinaten mit einem roten beziehungsweise orangen Marker dargestellt und können in der Karte gesetzt werden. Denkmale ohne Bild sind mit einem blauen bzw. roten Marker gekennzeichnet, Denkmale mit Bild mit einem grünen beziehungsweise orangen Marker.
- Bezeichnung: Bezeichnung in den offiziellen Listen des Brandenburgischen Landesamtes für Denkmalpflege. Ein Link hinter der Bezeichnung führt zum Wikipedia-Artikel über das Denkmal.
- Beschreibung: die Beschreibung des Denkmales
- Bild: ein Bild des Denkmales und gegebenenfalls einen Link zu weiteren Fotos des Baudenkmals im Medienarchiv Wikimedia Commons

### Göritz
| ID-Nr.   | Lage                 | Bezeichnung                                | Beschreibung | Bild                                       |
| -------- | -------------------- | ------------------------------------------ | --- | ------------------------------------------ |
| 09130048 | Dorfstraße 5a (Lage) | Kirche                                     | Die evangelische Kirche wurde aus Feldstein in der zweiten Hälfte des 13. Jahrhunderts erbaut. Der Turmaufsatz stammt aus dem 17. Jahrhundert. 1991 wurde die Kirche restauriert. Im Inneren ein Altaraufsatz aus dem 18. Jahrhundert, die Kanzel aus dem 17. Jahrhundert. | Kirche                                     |
| 09130462 | Dorfstraße 33 (Lage) | Wohnhaus                                   | | Wohnhaus                                   |
| 09130210 | Dorfstraße 1 (Lage)  | Kelleranlage des Gutshauses sowie Gutspark | | Kelleranlage des Gutshauses sowie Gutspark |

### Malchow
| ID-Nr.   | Lage                        | Bezeichnung | Beschreibung                                                                                   | Bild           |
| -------- | --------------------------- | ----------- | ---------------------------------------------------------------------------------------------- | -------------- |
| 09130051 | Prenzlauer Straße 10 (Lage) | Kirche      | Die evangelische Kirche wurde aus Feldstein in der zweiten Hälfte des 13. Jahrhunderts erbaut. | weitere Bilder |

### Tornow
| ID-Nr.   | Lage                 | Bezeichnung                                                                 | Beschreibung | Bild           |
| -------- | -------------------- | --------------------------------------------------------------------------- | ------------ | -------------- |
| 09130054 | Dorfstraße 18 (Lage) | Gutsanlage, bestehend aus Gutshaus, drei Stallgebäuden, Eiskeller, Speicher |              | BW             |
| 09130052 | Tornow (Lage)        | Kirche                                                                      |              | weitere Bilder |